# Givat-Shapira
Givat-Shapira (גבעת שפירא) est un moshav situé non loin de la ville de Netanya. Il est créé en 1958.
Givat-Shapira compte aujourd'hui une centaine de personnes, vivant principalement d'agriculture et de pisciculture.
Son nom rend hommage au rabbin Tzvi Herman Shapira.